# Жок (ансамбль)
«Жок» (рум. Joc) — государственный академический ансамбль народного танца Молдавии, получивший своё название от молдавского танца жок.
Ансамбль был создан в Кишинёве 13 августа 1945 года хореографом Леонидом Зальцманом на основе танцевальной группы хоровой капеллы «Дойна» (которую Леонид Зальцман возглавлял с 1941 года). В 1946—1949 годах Ансамбль народного танца МССР возглавлял балетмейстер Леонид Леонарди.
В 1957—1962 годах музыкальным руководителем ансамбля был Александр Каменецкий. Он поставил балет «Марийкино счастье» (либретто Леонида Корняну) а также несколько оперетт. В 1955—1958 годах художественным руководителем ансамбля был Иосиф Слуцкер (бывший ассистент Игоря Моисеева в Государственном ансамбле народного танца СССР). В 1958 году ансамбль получил название «Жок» и осенью того же года художественным руководителем ансамбля стал Владимир Курбет, который руководил им до своей кончины 8 декабря 2017 года.

## Артисты
Значительную роль в творчестве ансамбля сыграли такие исполнители народных танцев и песен, как народные артисты Молдавской ССР Спиридон Мокану (танцовщик пришёл в ансамбль в 1949 году и проработал в нём до 1995 года сначала артистом, затем — постановщиком танцев) и П. Андрейченко, заслуженные артисты Г. Форцу, Н. Руссу, Е. Тараш, Б. А. Руденко, В. Копачинский, солисты И. Фурникэ, Т. Усач, П. Иову, Б. Филипчук, Х. Хэбэшеску, М. Гузун и другие.
Артисты ансамбля неоднократно снимались в кино, в частности, в фильме «Свадьба в Малиновке» (1967).

## Репертуар

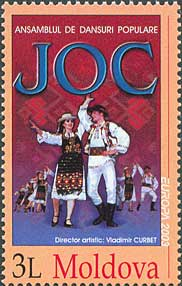

Ансамбль «Жок» — один из главных популяризаторов народной молдавской музыки и танцев как в Молдавии, так и за её пределами. Репертуар ансамбля включает в себя разнообразные фольклорные и народно-сценические танцы: молдовеняска, бэтута, хора, цэрэняска, крэицеле, хангул, кэлушарий, мэрунцика, рэзешаска, брыул и другие. На фольклорной основе ансамблем был создан ряд хореографических сюит и картин: «Жок», «Котовцы», «Нунта молдовеняскэ», «Ликуй, Молдова», «Карпаты», «Легенда о мэрцишоре», «Весёлый Пэкалэ», «Баба мя», «Наковальня», «По дороге в Кишинёв» и другие.
В репертуар ансамбля также входят и танцы других народов мира. Всего за время существования коллектива им было исполнено более 150 народных танцев, сюит и хореографических постановок.

## Гастроли
Ансамбль выступал в России, Украине, Белоруссии, Болгарии, Чехии, Бельгии, Бразилии, Австрии, Египте, Италии, Франции, Канаде, Португалии, Румынии, Германии и других странах. После более чем 20-летнего перерыва 2 и 3 ноября 2009 года ансамбль выступал в Москве, в Концертном зале имени П. И. Чайковского.

## Награды и премии
Ансамбль «Жок» участвовал во многих международных фестивалях, удостоился десятков медалей и дипломов.
- 1953 — 1-е место на IV всемирном фестивале молодёжи и студентов, Бухарест.
- 1955 — звание заслуженного коллектива Молдавской ССР.
- 1968 — премия Ленинского комсомола (за высокое исполнительное мастерство и большой вклад в пропаганду народного танцевального искусства).
- 2005 — Орден Республики — в знак признания особых заслуг в развитии хореографического искусства, за значительный вклад в пропаганду национальных ценностей и утверждение имиджа Республики Молдова на международной арене[3]